# Продольные волны

Распространение продольного возмущения в плоскости

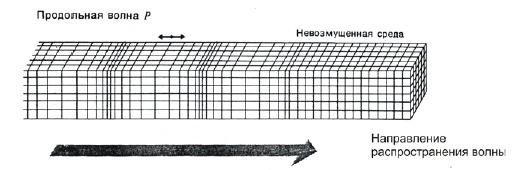
Распространение продольной волны

Продольные волны — распространяющееся с конечной скоростью в пространстве переменное взаимодействие материи, которое обычно характеризуется двумя функциями ─ векторной, направленной вдоль потока энергии волны, и скалярной функцией. В упругих волнах (звуковых волнах) векторная функция описывает колебания скорости движения элементов среды распространения волны. В зависимости от вида продольных волн и среды их распространения, скалярная функция описывает разного рода изменения в среде или в поле, например, плотность вещества.
Продольными волнами называются волны, в которых колебания совершаются вдоль направления распространения. Примером таких волн могут быть акустические (упругие) волны, в редких случаях существуют примеры продольных электромагнитных волн (в сильно диспергирующих средах). Примером продольной волны является звуковая волна в воздухе.
Понятие плотности потока энергии продольных волн впервые введено русским физиком Н. А. Умовым.

## Продольные упругие волны
Продольные упругие волны обозначаются символом P, что означает «prima» — первая, так как продольные волны имеют скорость, большую чем у поперечных и поверхностных волн.  Продольные упругие волны вызывают в среде объёмные деформации — сжатия и растяжения.

## См.также
- Поперечная волна
- P-волна